# Saint-Jean-sur-Richelieu
Saint-Jean-sur-Richelieu is een stad (ville) in Canada in de provincie Québec, 40 kilometer ten zuidoosten van Montréal aan de rivier de Richelieu. De stad maakt deel uit van de administratieve regio Montérégie en heeft ruim 85.000 inwoners (2006), waarvan 95 procent Franstalig is. Saint-Jean wordt soms tot de agglomeratie van Montréal gerekend.
Saint-Jean-sur-Richelieu heeft vanouds een militaire functie en heeft nog steeds een garnizoen. Het fort Saint-Jean, waaraan de plaats zijn naam te danken heeft, is tegenwoordig ingericht als museum. De stad is ook zetel van het rooms-katholieke bisdom Saint-Jean-Longueuil. Er wordt jaarlijks een internationale luchtballonwedstrijd gehouden.

## Geschiedenis
De geschiedenis van Saint-Jean-sur-Richelieu gaat terug tot 1666, toen het fort Saint-Jean gebouwd werd om de kolonie Nieuw-Frankrijk en de stad Montréal te beschermen tegen de Irokezen en de Engelse kolonisten in het zuiden. In het begin van de negentiende eeuw vestigden zich hier Amerikaanse loyalisten, die de stad tot Dorchester omdoopten ter ere van generaal Lord Dorchester. In 1836 werd de eerste spoorweg in Canada aangelegd van Saint-Jean-sur-Richelieu naar La Prairie bij Montréal. In 1843 volgde de opening van het kanaal Chambly. De stad kon zich daardoor ontwikkelen tot een industrieel centrum, waar de fabricage van aardewerk domineerde.

## Geboren
- Gilles Villeneuve (18 januari 1950 – 8 mei 1982), autocoureur
- Jacques Villeneuve (9 april 1971), autocoureur
- Kevin Steen (7 mei 1984), worstelaar
- Valérie Tétreault (21 januari 1988), tennisspeelster
- Nicolas Laframboise (10 april 2000), snowboarder